# Мальта (стоянка)

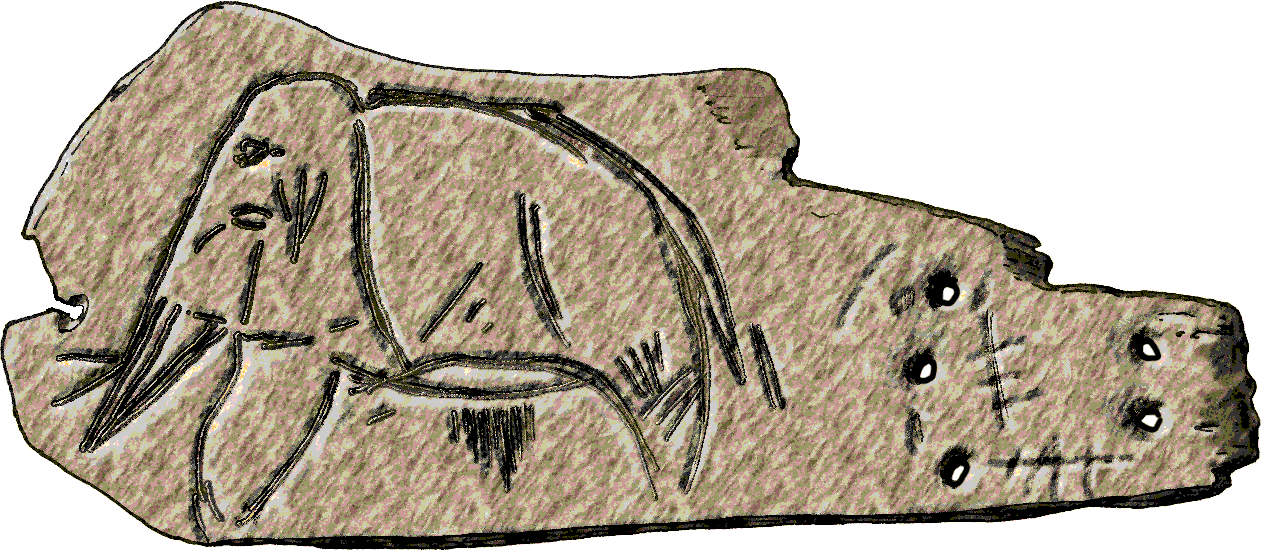
Зображення мамута на стоянці в Мальті. Ермітаж.

Мальта́ — одна з найвідоміших пізньопалеолітичних стоянок Сибіру, знаходилася біля нинішнього села Мальта Усольського району Іркутської області на річці Білій неподалік від озера Байкал. Стоянка була відкрита, коли селянин Савельцев відкопав із землі величезну кістку. 7 лютого 1928 р. співробітник краєзнавчого музею М. М. Герасимов прибув до Мальти і влітку почав розкопки. Ним була вивчена територія близько 1 000 м².
Радіовуглецеве датування стоянки вказує, що вона існувала на початку Сартанського зледеніння, приблизно 14 750 років тому (XIII тисячоліття до н. е.). Раніше пропонувалися й інші дати: 25-20 тисяч років тому. Інвентар, близький до матеріалів стоянок Буреті (знаходиться за 20 км від Мальти) і Ачинської, на цій підставі виділяється мальтинсько-буретська культура.

## Житла і знахідки
На території розкопано 15 жител, витягнутих вздовж річки. Оскільки житла не перекривали один одного, передбачається, що вони існували в один час. У центрі знаходилося споруда завдовжки 14 м і завширшки 4-5 м. Інші будови утворювали 3 групи: 6, 4 і 4 житла, і розрізнялися за площею і формою.
Підлога була заглиблена в землю на 50-70 см. Стіни робилися з великих кісток мамута, дах був покритий шкірами, фундамент робився з дрібніших кісток. Одне з жител було наземним, каркас стін становили роги оленів, а в основі — кільце з масивних плит вапняку, поставлених на ребро. А. П. Окладніков підкреслював схожість конструкції жител (напівземлянка з каркасом з кісток і вузьким тунелеподібним виходом) і одягу мальтинців і ескімосів XVII—XIX ст.
Серед залишків фауни велика частина належить північному оленю. Крім того, знайдені (у порядку убування) кістки песця, шерстистого носорога, мамута, бізона, бика, коня, росомахи, лева, вовка. Матеріали Мальти свідчать, що на песців, і взагалі на деяких хижаків, полювали виключно заради хутра.
Дослідження пилкових проб вказують на те, що поблизу поселення росли сосни, берези, можливо, ялинки, але переважає пилок трав'янистих рослин.
Кам'яний інвентар виготовлений з сірого смугастого кременю, зустрічаються призматичні, конічні, кубовидний нуклеуси. З крем'яних платівок виготовляли вістря, проколки, невеликі ножі, різноманітні різці, долотоподібні знаряддя. З бивня мамута виготовляли довгі вістря з поперечними нарізками, також шила і голки. Крім того, були знайдені вироби з нефриту.

## Мистецтво

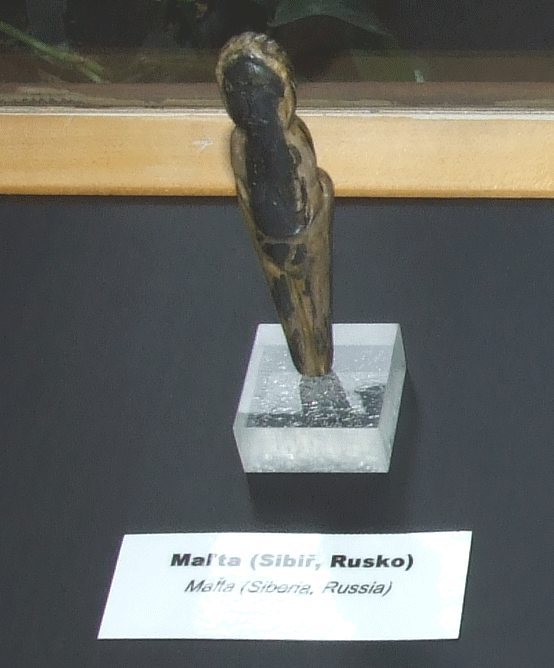
Венера Мальтинська

Усього в Мальті і Буреті знайдено близько 40 статуеток, від 3,7 см до 13,6 см заввишки. Майже всі вони виготовлені з бивня мамута, одна — з рогу північного оленя (остання носить вкрай схематичний характер). Велика їхня частина зображує жінок, також є серія зображень птахів і одна фігура, ймовірно, росомахи, покрита орнаментом із лав півмісяцевих вирізів. Кілька фігур зображають куріпку, лебедя, а також водоплавних птахів у польоті: тулуб сплощеної овальної форми, невеликі виступи зображують крила, трикутна головка сидить на довгій шиї.
Поверхня деяких жіночих фігурок вкрита суцільним орнаментом (за гіпотезою А. П. Окладникова, так зображали хутряний одяг). Головки статуеток великі і часто мають схематично модельовані обличчя. Орнамент на голові — спроба передати зачіску. Цим вони відрізняються від статуеток західноєвропейського палеоліту, які передають голе тіло і не виділяють риси обличчя. Форми жінки-матері підкреслені в Мальті менше, груди передані неглибокою різьбленою лінією. Ноги вкорочені, в нижній їхній частині просвердлюють отвори, що дозволяло їх підвішувати.
Крім статуеток, знайдені гравійовані зображення. На платівці бивня мамута нанесена фігура мамута. На іншій пластині зображені змії з роздутими головами.
У Мальті виявлено єдине поховання дитини приблизно 4 років, разом з якою знайдено багатий інвентар: намисто з намистин і підвісок із бивня мамута, фрагменти зображення птаха, що летить, крем'яні вироби і браслет. У 2013 році були опубліковані результати вивчення знайденого на стоянці скелета хлопчика MA-1. Хлопчик з Мальти́́ жив, відповідно до відкаліброваних даних радіовуглецевого аналізу, близько 24 тис. років тому (23,891-24,423 тис. років). Дослідження показало його схожість з європейцями і американськими індіанцями і відсутність зв'язків із сучасними східноазійськими популяціями.
Плитки з Мальти, вкриті геометричними візерунками, в науці зіставлялися з австралійськими чурингами, ритмічні візерунки на яких допомагають оповідачеві відновити послідовність міфу.

## Точні знання
Аналіз ритміки орнаменту Мальти зроблений новосибірським ученим Б. А. Фроловим у книзі 1974 року. Найбільший інтерес представляє аналіз пряжки у вигляді трапеції, зараз зберігається в Ермітажі. На її внутрішній стороні зображені три змії. Зовнішня сторона покрита орнаментом, що складається з безлічі круглих ямок (на зворотному боці ямкам відповідають опуклості). У центрі пряжки велика спіраль, ліворуч і праворуч від неї розташовані по три менші спіралі, з кожної сторони одна спіраль проста, а дві об'єднані у формі S, всього спіралей можна нараховувати або п'ять, або сім, також на пряжці є ще дві постаті.
У великій спіралі сім витків, що містять 14 + 21 + 26 + 33 + 40 + 47 + 62 = 243 ямки. У лівій складній спіралі 7 + 14 + 14 + 7 + 14 + 7 = 63 ямки, в правій складній 7 + 14 + 7 + 9 + 14 + 7 = 58 ямок. У лівій простій спіралі 7 + 12 + 19 + 7 = 45 ямок, в правій простій 9 + 14 + 23 + 7 = 53 ямки. Крім того, ліворуч розташована місяцеподібна фігура з 14 ямок, а праворуч — вигнута лінія з 11 точок. Разом ліворуч 63 + 45 + 14 = 122 ямки, праворуч 58 + 53 + 11 = 122 ямки. З'єднання великої спіралі з сумою крайніх зображень або ліворуч, або праворуч, дає триста шістдесят п'ять — число днів у році. Якщо ж прибрати лінію з 11 ямок, то число днів — триста п'ятдесят чотири, тобто 12 місячних місяців у пізніших календарях. Таким чином, Фролов висунув гіпотезу, що це — найдавніший відомий науці календар.
Автор вивчив майже 30 предметів з орнаментом із Мальти. Центральну роль у них відіграють ритми 7 і 5. З найскладніших: на «летючому птаху» з поховання дитини — 28 рядів і 274 ямки; на одному з «ґудзиків» — 212 ямок. Можна вважати такі числа випадковими, але можна намагатися дати їм інтерпретацію, в тому числі археоастрономічну. Усі такі гіпотези вкрай складно верифікувати.
Ідеї Фролова спробував розвинути у двох своїх монографіях інший новосибірський дослідник В. Є. Ларичев. Так, під № 8 Фролов описав «стрижень довгий і злегка вигнутий», виявивши там не менше 95 насічок. Ларичев зробив спробу інтерпретувати їхній зміст, назвавши предмет «мальтиським жезлом». Його довжина близько 21 см. На голівці 53 лунки, на тулубі 118 (або 120, точне число через недостатню збереженість неясне), разом 173 (або 171). На основі цього Ларичев припустив, що 173 — половина «драконічного року». Елементи знакової системи жезла: 53 + 33 + 30 + 23 + 16 + 7 + 9 = 171 лунка. Якщо прибрати першу групу, то знаків буде 118 — тобто 4 синодичних місяці. Тулуб жезла, за його концепцією, служив древньому жерцеві для передбачення місячних затемнень, а голівка — для встановлення «великого сароса» (передбачення сонячних затемнень). Відповідно до одного відгуку, Ларичев, «на думку багатьох, висловлює фантастичні положення, але він їх і доводить». З усім тим широкого визнання в наукових колах ці тлумачення не отримали.